# Galepsus transvaalensis
Galepsus transvaalensis es una especie de mantis de la familia Tarachodidae.

## Distribución geográfica
Se encuentra en el Congo y en  La Provincia del Cabo y Transvaal en (Sudáfrica).